# Tim Sheehy
Timothy Patrick Sheehy (Ramsey, 18 de noviembre de 1985) es un militar retirado, político y empresario estadounidense, senador  de los Estados Unidos por Montana desde 2025. Es miembro del Partido Republicano. 
Como empresario, fundó Bridger Aerospace, una empresa de extinción de incendios aéreos y gestión de incendios forestales

## Primeros años de vida
Sheehy nació en el condado de Ramsey, Minnesota, en Mineápolis – Saint Paul, y crecío en una casa del lago en Shoreview, a unas 10 millas (16,1 km) de donde nació. Asistió a la Academia St. Paul, graduándose en 2004.

## Militar
Después de la secundaria, Sheehy fue designado para la Academia Naval de los EE. UU., donde se graduó en 2008. Era un SEAL de la Marina. Posteriormente asistió a la Escuela de Rangers del Ejército.
Sheehy dijo que se había lanzado en paracaídas al Parque Nacional Glaciar como parte del entrenamiento SEAL de la Marina, pero el Servicio de Parques Nacionales y el ejército han dicho que los militares no entrenan en el parque.
Sheehy dijo que una bala se alojó en su brazo durante un tiroteo en Afganistán en 2012 y que, sospechando que era de fuego amigo, no informó del incidente en ese momento para proteger a los miembros de su unidad. Pero en 2015, cuando buscaba atención médica en un hospital de Kalispell, dijo que la lesión fue causada por un disparo accidental de un arma de fuego en el Parque Nacional Glaciar ese día. Un guardabosques citó a Sheehy y le impuso una multa de 525 dólares por disparar su arma. Sheehy dijo al Washington Post que le mintió al personal del hospital y al guardabosques sobre el incidente. El origen de una herida de bala en el antebrazo de Sheehy planteó dudas sobre su honestidad. Dijo que cuestionar si le dispararon en Afganistán "equivale a acusarle falsamente de valor robado". 
Sheehy dejó el servicio activo en 2014 y fue dado de baja del ejército en 2019. Dijo que se trató de una baja médica, pero los registros oficiales no respaldan su versión.
En 2015, Sheehy recibió una Estrella de Bronce y un Corazón Púrpura, entregados por el congresista Ryan Zinke.

## Negocio
En 2014, Sheehy fundó la empresa Bridger Aerospace. Con sede en Belgrado, Montana, ha proporcionado servicios de extinción de incendios aéreos en 24 estados y dos provincias canadienses. Al fundar la empresa, Sheehy era su único piloto, operaba un avión y ayudaba a los ganaderos a rastrear el ganado. En 2024, Sheehy renunció como director ejecutivo de Bridger para centrarse en su campaña para el Senado. La empresa se enfrentaba a una situación financiera desesperada: había perdido 77,4 millones de dólares en 2023 y 20,1 millones de dólares en los primeros cuatro meses de 2024.

## Candidatura al Senado de Estados Unidos para 2024
En junio de 2023, Sheehy anunció que se postularía como republicano contra el demócrata Jon Tester, quien lleva tres mandatos en el cargo, en las elecciones al Senado de los Estados Unidos de 2024 en Montana. A Sheehy se le ha llamado un "recién llegado" a Montana y a la política. Fue uno de los candidatos más ricos que se postularon para el Senado. Los republicanos apuntaron a las elecciones de Montana para obtener una mayoría en el Senado.

## Vida personal
Sheehy estuvo involucrado en un accidente aéreo en 2019 en el que él era un estudiante piloto y había un instructor de vuelo. El avión se estrelló contra una casa, matando al instructor e hiriendo a una persona que se encontraba en la casa. Sheehy sufrió heridas leves. Después de inspeccionar el avión y entrevistar a Sheehy, quien dijo que no lo piloteaba, la Junta Nacional de Seguridad del Transporte determinó que las acciones del instructor provocaron el accidente.  
Sheehy vive con su esposa, Carmen, una ex oficial de la Infantería de Marina, y sus cuatro hijos, que reciben educación en casa, en un gran rancho en las afueras de Bozeman.